# Boecio de Dacia
Boecio de Dacia fue un filósofo danés/sueco de la Orden Dominicana y gramático de lengua latina del siglo XIII conocido sobre todo por ser uno de los defensores, junto con Sigerio de Brabante, del llamado averroísmo latino. Maestro también, como este último, de la Facultad de Artes de París, sostuvo con más rigor aún la autonomía de la filosofía respecto de la teología.

## Nombre
La representación de su nombre Danske Bo ("Bo el danés") en latín medieval como Boetius de Dania (también deletreado Boecio de Dacia) se deriva del topónimo Dania, que significa Dinamarca, se confundía ocasionalmente con Dacia durante la Edad Media.

## Vida
Se conoce apenas parte de su biografía, por lo que no se sabe mucho de su juventud, vida y muerte, causando discusiones entre historiadores. Nació durante la primera mitad del siglo XIII según los expertos debió nacer en alguna zona de la península de Jutlandia debido a giros retóricos contenidos en su obra. Se sabe que fue a Francia para enseñar filosofía en la Universidad de París, donde se asoció con Sigerio de Brabante. Continuó enseñando durante un tiempo como maestro de artes alrededor de la mitad de la década de 1260 en vez de pasar rápidamente a estudiar en la facultad de teología o encontrar empleados no académicos. Compartió esta carrera inusual con Sigerio y otros como Roger Bacon y Jean Buridan. Boecio c. 1265-1277 enseña en la Facultad de Artes de París y compone sus obras, incluyendo el En la eternidad del mundo  y comentarios a las obras lógicas de Aristóteles.
Boecio de Dacia fue uno de los condenados por el legado pontificio Étienne Tempier en 1277 por pertenecer a la corriente del averroísmo latino. Boecio huyó de París con Sigerio apelando al papa Nicolás III . Otro detalle de su vida que conocemos es que en 1283 se encontraba acompañando a la Corte Pontificia en Orvieto. Luego se unió a los Orden Dominicana en Dacia (Dinamarca). La condena de 1277 y estos últimos hechos ha llevado a pensar a muchos historiadores que esta última fecha aproximadamente sea la de su muerte.

## Pensamiento

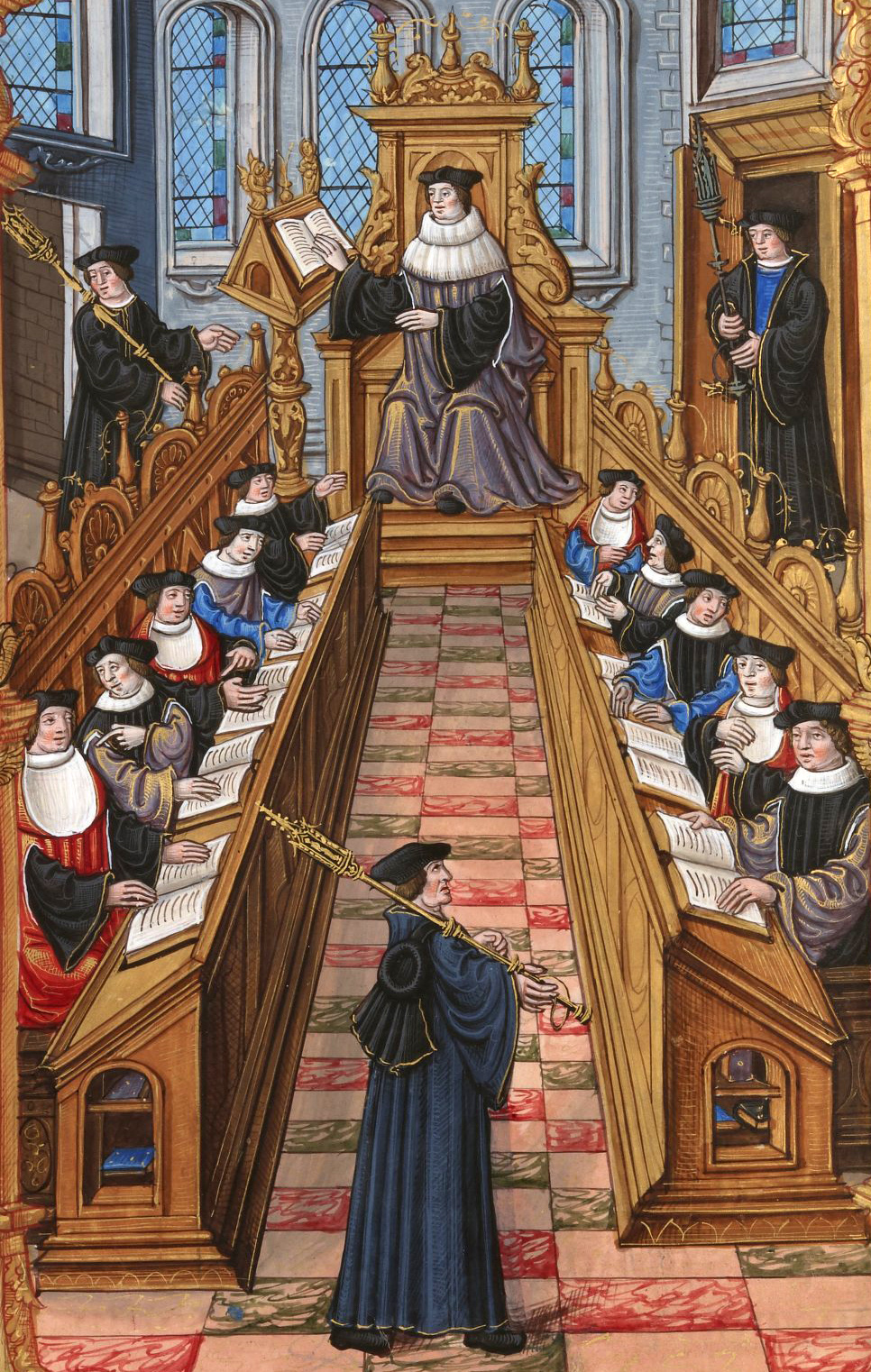
Reunión de doctores en la universidad de París.

En la década entre 1220 y 1230, la obra de Aristóteles llega a Universidad de París, ya precedida por los comentarios de Averroes. Se empieza un cambio en la forma de concebir y conocer el mundo en todos los aspectos dentro de la escolástica. Surgen los primeros lógicos de París: Guillermo de Sherwood, Pedro Hispano, Lamberto de Auxerre, etc. Tenían como objetivo principal defender la autonomía teórica y práctica de la filosofía y de la ciencia.
Boecio fue uno de los más famosos seguidores de Sigerio de Brabante y un líder de los radicales aristotélicos y averroístas, así lo recoge uno de los códices parisinos que exponen las Condenas de 1277 “el principal defensor de estos artículos fue un clérigo llamado Boecio”. Escribió sobre lógica, filosofía natural, metafísica y ética, aunque algunas de sus obras no han sobrevivido. A pesar de sus puntos de vista radicales, Boecio siguió siendo cristiano ; intentó reconciliar sus creencias religiosas con sus posiciones filosóficas. Teniendo en cuenta las obras aristotélicas que se estudiaban, la filosofía se dividía en tres ramas: filosofía racional o teórica, filosofía natural y filosofía práctica o moral.

### Filosofía racional
El siglo XX ha recuperado el estudio de Boecio de Dacia debido a su concepción de los modos de significar o modi significandi. 
Como muchos maestros de artes de París, Boecio era un modista. La idea básica del modismo es que cada constituyente de la realidad tiene un número determinado de modos de ser o modi essendi, que determinan los modos en los que pueden ser conceptualizados o modi intelligendi. Cómo puedan conceptualizarse los objetos de la realidad determina, en última instancia, aquello que significan. 

“Lo que hay (ens) son cosas (res) y sus modos de ser. Sólo podemos formar conceptos de las cosas que hay y únicamente podemos concebir las cosas del modo en el que son. Además, podemos explicar cualquier cosa que podamos entender, pero nada más”.
Ebbesen, S. “The Paris arts faculty: Siger of Brabant, Boethius of Dacia, Radulphus Brito”, pp. 274-275.

A diferencia de otros modistas, Boecio no sostenía que los modos de entender, significar y ser de las cosas son idénticos. Se le ha llegado a considerar el más grande de los modistae.
La tradición, desde Agustín de Hipona y Anselmo de Canterbury, había sostenido la idea de una «fe que busca entender», pero solo en el siglo XIII se presenta abiertamente el conflicto entre filosofía y teología, tras la irrupción de todas las obras de Aristóteles en el occidente latino, acompañadas de comentarios árabes. Boecio de Dacia sostenía que la verdad pertenece a la fe, pero la revelación nada tiene que ver con la filosofía, por lo que se considera que defendía la teoría de la doble verdad. En el prólogo de dicha condena es donde aparece la referencia a doble verdad:

"dicen que esto es verdad según la filosofía, pero no según la fe católica, como si hubiera dos verdades contrarias, y como si en lo que dicen los paganos condenados hubiera una verdad, opuesta a la Sagrada Escritura"
Citado por: JOLIVET,J. La filosofía medieval en Occidente, Siglo XXI 1980 p.249

Aparte de lo indicado anteriormente de Boecio de Dacia, no parece coherente que pudiera defender esta tesis de la doble verdad, ya que ello implicaría la negación del principio lógico de no contradicción. Algunos historiadores consideran, que más que afirmar realmente una doble verdad, utilizaron esta concepción como un recurso, para escapar de ser condenados como herejes o contrarios a las verdades reveladas.
Su posición central era que la filosofía tenía que seguir hacia dónde conducían los argumentos, independientemente de su conflicto con la fe religiosa. Para él, la filosofía era la actividad humana suprema, y en este mundo solo los filósofos alcanzaron la sabiduría. En su libro “Sobre el bien más elevado” ofrece una descripción aristotélica del bien supremo del hombre como la contemplación racional de la verdad y la virtud. Esta nueva actitud respecto a la filosofía y a la fe se advierte claramente en la cuestión de la eternidad del mundo.

### Filosofía natural

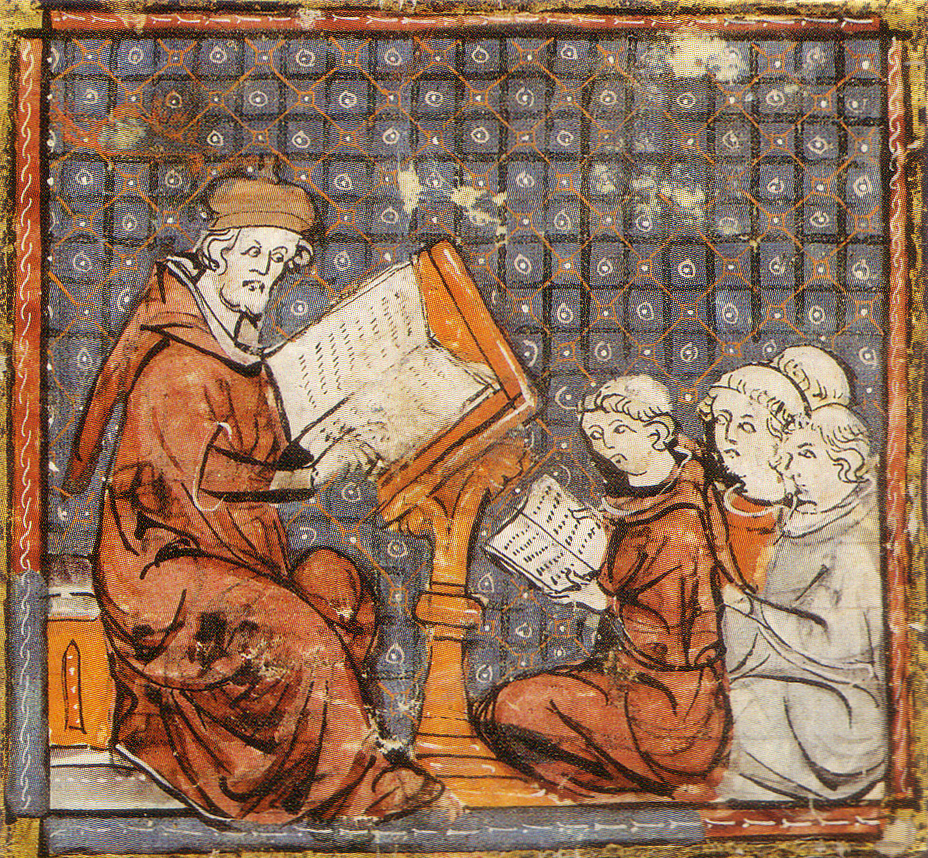
Clase de filosofía escolástica durante la E.Media en París. lustración de Grandes crónicas de Francia.

Entre las conclusiones polémicas de Boecio de Dacia, en su “Tratado de la eternidad del mundo” afirmaba que la Filosofía de la Naturaleza debe rechazar que el mundo tuviera un comienzo temporal ya que los hechos de la naturaleza son efectos que a su vez son el resultado de otros hechos naturales, que han actuado como causas; y sustentar que la creación ex nihilo es imposible, aunque lo contrario de las dos tesis debe mantenerse por la fe.
Las distintas esferas de conocimiento tienen una metodología propia. Una de las esferas epistemológicas es la física o filosofía natural, cuyas conclusiones se infieren a partir de los principios de la naturaleza, desde los que no se puede establecer un comienzo absoluto en el inicio del ser. Otra de ellas es la de la matemática, pero tampoco desde sus principios se puede concluir que el mundo empezara a ser en un momento determinado. Ahora bien, desde los principios de la metafísica se puede demostrar la contingencia del mundo y, consecuentemente, la existencia de una Causa Primera del ser. Lo que no se puede demostrar es que el mundo no sea coeterno a la voluntad divina –pues para esto habría que conocer la voluntad de Dios, lo que es imposible–, ni que no sea eterno. En este sentido, las palabras del filósofo danés son muy reveladoras:

Por lo tanto, decimos que el mundo no es eterno, sino que ha sido causado nuevamente, por más que esto no pueda demostrarse racionalmente (como se ha visto más arriba), al igual que no pueden demostrarse racionalmente otras cosas que tienen que ver con la fe. Si, efectivamente, pudieran ser demostradas, eso no sería fe, sino ciencia. De ahí que en favor de la fe no deba aducirse un argumento sofístico, ya que es evidente por sí mismo; ni un argumento dialéctico, porque éste no hace una disposición firme, sin oque sólo hace una opinión, y la fe debe ser más firme que la opinión; ni un argumento demostrativo, porque entonces la fe no existiría a no ser desde estas cosas que pueden demostrarse.
Boecio de Dacia. De aeternitate mundi, ll. 671-681 [ed. de G. Sajó, 1954, p. 107]

En cambio en la Universidad de París, se enseñaba que no es posible que el mundo haya sido creado desde la eternidad, porque racionalmente se prueba que es temporal, tal como se lee en la Biblia. Frente a estas dos posiciones opuestas, Santo Tomás sostuvo que creación y eternidad no repugnan entre sí, pero que no se puede demostrar la eternidad del mundo, ni tampoco su temporalidad.

"Como es cierto, simultáneamente, (i) que el mundo empezó por una causa superior [Dios] y (ii) que no empezó por causas y principios naturales, resulta, simultáneamente, que el mundo efectivamente empezó y que el filósofo dice la verdad cuando niega que empezó porque el filósofo lo niega según lo natural, y esto es negar que empezase a partir de principios naturales (pues todo lo que el filósofo, en cuanto filósofo, niega o afirma, lo niega o afirma en referencia a causas y principios naturales). De donde la conclusión del filósofo de que el mundo no empezó, si se toma absolutamente hablando, es falsa, pero si se toma en referencia a las razones y principios de los que parte, entonces se sigue. [...] Así, lo que dice el cristiano (que el mundo empezó, y que hubo un primer hombre, y que los mismos que murieron volverán a la vida [...]) es verdad en el sentido de que todo esto es posible por una causa cuyo poder es superior al de la naturaleza. Pero también dice la verdad el filósofo cuando afirma que nada de esto es posible para las causas y principios naturales [...]. De aquí que, por un lado, el filósofo, que sólo considera el poder de las causas naturales, diga que el mundo no puede haber empezado y, por el otro, la fe cristiana, tomando en cuenta una causa superior a la naturaleza, diga que el mundo sí puede haber empezado a partir de ella, y en esto no hay contradicción por ninguna parte".
Boecio de Dacia. De aeternitate mundi [ed. de G. Sajó, 1964, pp. 47-48]

"No por esto contradice [Aristóteles] a la fe, porque dice que esto no es posible para las causas naturales. [...] Nuestra fe, en cambio, dice que esto es posible para una causa superior que es el principio y el fin de nuestra fe: Dios glorioso y bendito. Por tanto, ¿por qué murmuráis contra el filósofo, si afirmáis lo mismo que él?
Boecio de Dacia. De aeternitate mundi [ed. de G. Sajó, 1964, pp. 60-61]

Otras de sus controvertidas conclusiones aparte de la imposibilidad de la creación ex nihilo y la eternidad del mundo, fue a su vez la eternidad de la raza humana y la imposibilidad de la resurrección de los muertos.[cita requerida]

### Filosofía moral

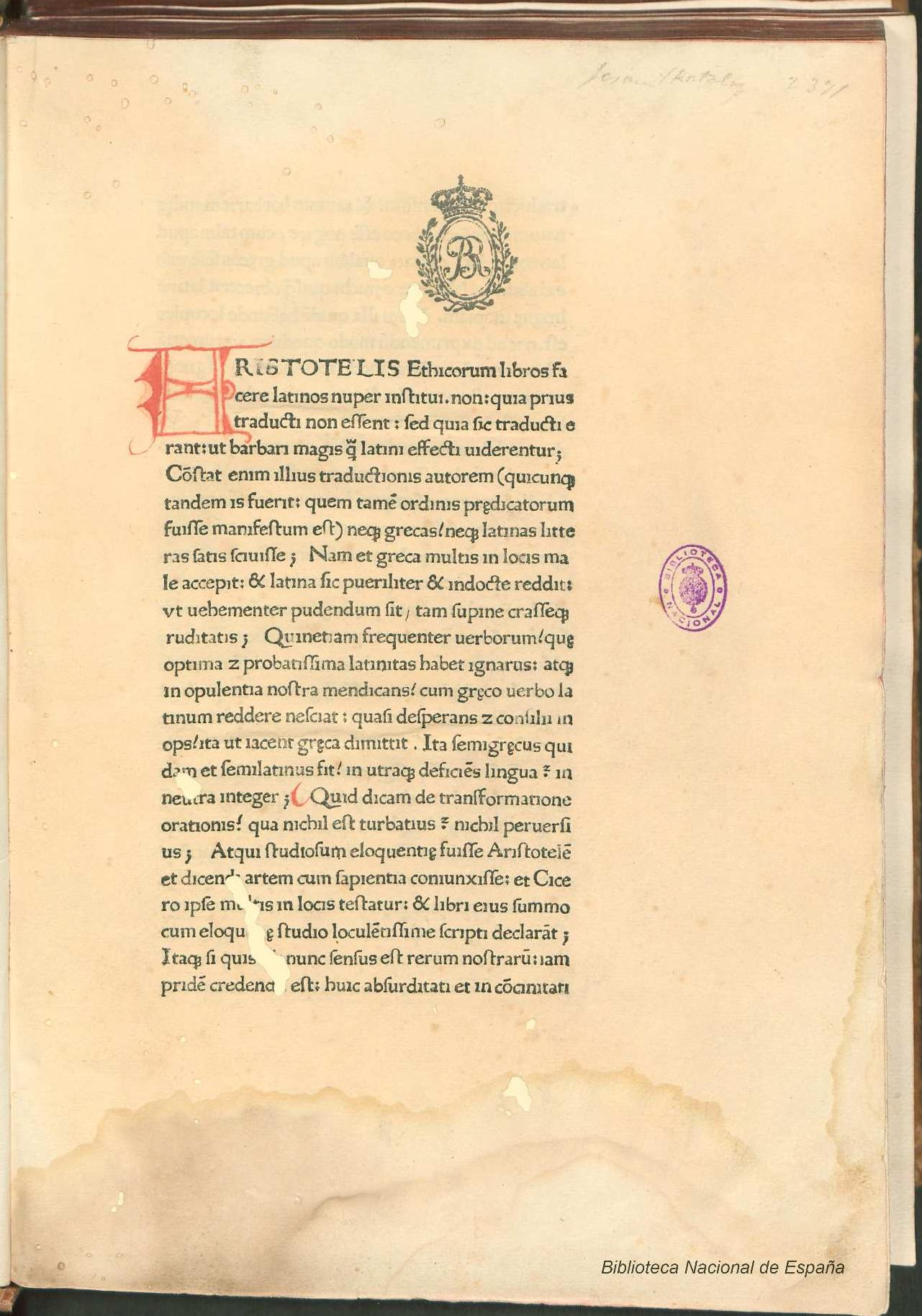
Traducción de tres obras aristotélicas (Ética a Nicomaco, Política y Oeconomica) por Leonardo Bruni de Arezzo.

Durante la mitad del siglo XIII, el occidente latino disponía de las traducciones de los libros II y III de la Ética a Nicómaco de Aristóteles. Con respecto al estudio de esta disciplina filosófica, no se conocían la Oeconomica ni la Política de Aristóteles, por lo que la ética la trataban desde el punto de vista del alma en relación con Dios, para lo que se requieren las enseñanzas teológicas.
Para los estudiantes de la Facultad de Artes de la Universidad de París, el saber, en todos sus aspectos, tiene su fundamento en la naturaleza y, por lo tanto, en la realidad. Así, no es de extrañar que los averroístas distinguieran entre una felicidad “que es posible en esta vida” y que, por lo tanto, podemos considerar y argumentar, y otro tipo de felicidad, más perfecta, que tiene lugar en la “vida venidera”.
Como averroísta o aristotélico radical, Boecio considera que, si hay un supremo bien posible para el hombre, en esta vida, éste tiene que darse en términos de su capacidad más elevada, el intelecto, que es lo que hay de divino en el hombre y a su vez, dos capacidades o potencias, una teórica y otra práctica. De acuerdo a la potencia teórica, el supremo bien para el hombre consiste en conocer lo verdadero en las cosas singulares. Con respecto a la potencia práctica, el supremo bien consiste en “hacer lo bueno y deleitarse en ello”, operando de acuerdo al medio elegible. Sobre esto, nos dice Boecio de Dacia que “no se es justo a no ser que se deleite en hacer la justicia y, del mismo modo, hay que entender al respecto de las operaciones de otras virtudes morales”. En esto consiste la felicidad humana: en “conocer lo verdadero, hacer lo bueno y deleitarse en ambas cosas”.
Según Aristóteles, “todos los hombres desean por naturaleza saber”, y para Boecio alguien que no actúe a estos fines, estará pecando en mayor o menor grado. La causa que impide que el hombre saber es vicio. El filósofo conoce el vicio y la virtud, con lo que elegirá esta última; además que el placer intelectual es mejor que el sensible. Por estas tres razones el filósofo es más virtuoso que los demás hombres. Su tarea vital como búsqueda de la verdad, no parará hasta conocer la primera causa de todo cuanto existe, el ser increado, pues la pregunta por lo divino es connatural a los hombres. Desde ella existe todo cuanto hay en el mundo. Todo cuanto hay de bueno en el mundo, lo es porque participa de este primer principio del que deriva la unidad del mundo, el cual es un Dios glorioso y sublime.

## Obras
Por fortuna, han llegado hasta nuestros días gran parte de sus obras. La principal de todas ellas es:

### De mundi aeternitate

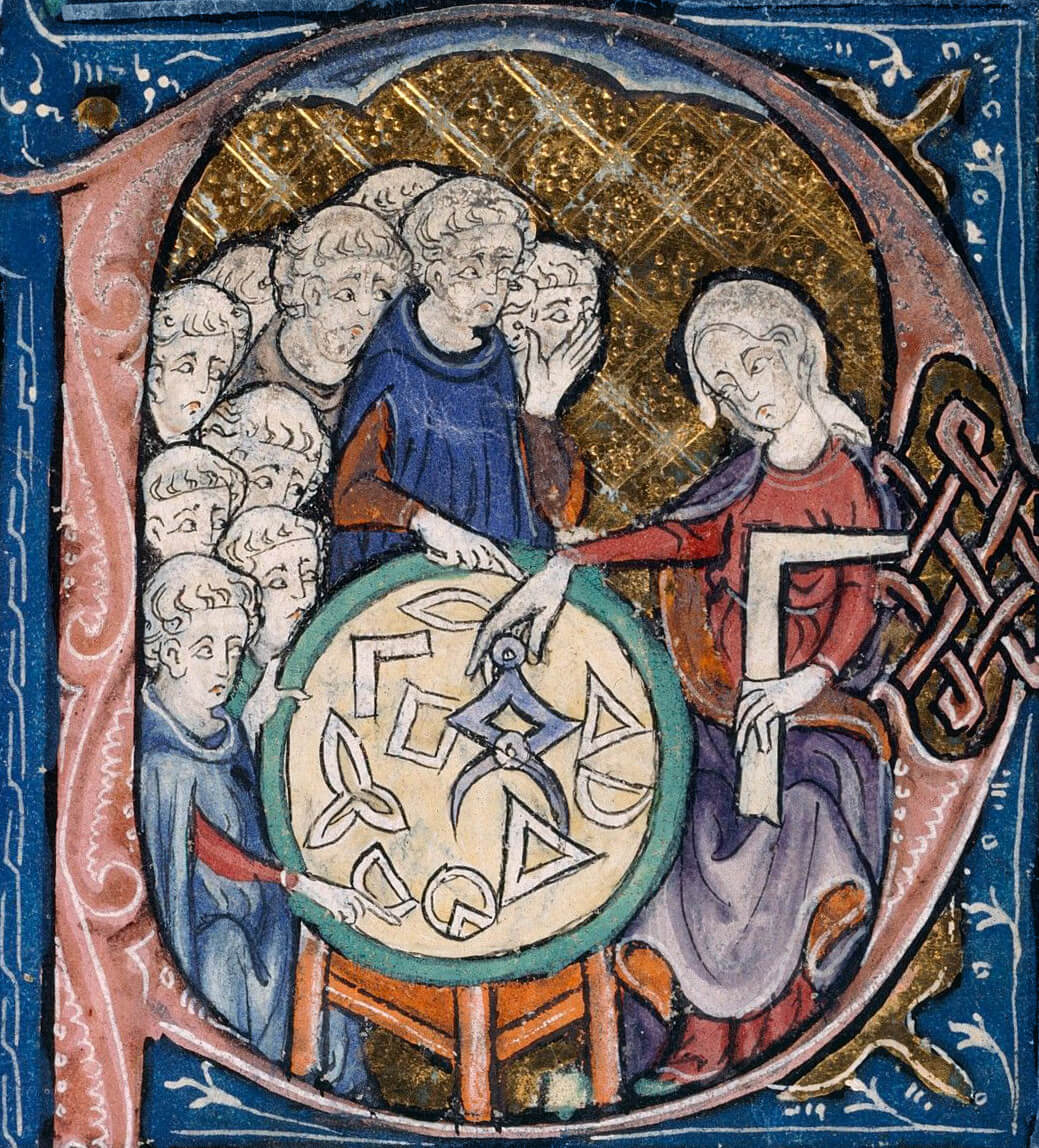
Probable la personificación de la Geometría, basada en el famoso libro de Martianus Capella, De Nuptiis Philologiae et Mercurii

Su fecha suele fijarse en 1275. Este tratado fue descubierto por Géza Sajó, en un manuscrito de la Biblioteca Nacional de Budapest. Aunque el tratado esté anónimo, Sajó está convencido de que es una obra auténtica de Boecio de Dacia.
En esta obra, Boecio argumenta porqué desde ninguno de los tres ámbitos del conocimiento que entran dentro de la filosofía especulativa – física, matemática y metafísica– se puede demostrar que el mundo sea nuevo o que haya un primer movimiento. En este texto, Boecio distingue entre varios ámbitos de conocimiento, cada uno con su propia metodología y con sus propios principios. Cada ciencia tiene su propia esfera definida de conocimiento y su validez se restringe a aquello que puede demostrarse desde sus principios. Una ciencia particular no puede afirmar nada que caiga fuera de su ámbito epistemológico. De ahí que ni el filósofo natural, ni el matemático, ni el metafísico puedan, con sus argumentos o métodos, dar cuenta de las verdades de la fe, de las que no existe demostración posible.
Boecio de Dacia presenta una serie de argumentos a favor y en contra de que el mundo sea eterno. En ellos se tratan el problema del cambio, la cuestión del infinito, el problema de los universales, la imposibilidad de conocer la voluntad divina o la posibilidad de que el mundo sea coeterno a Dios, su causa. Pese a todo, Boecio indica que éstos son los argumentos con los que ciertos herejes que mantienen se esfuerzan en contradecir el dictamen de la fe cristiana de que el mundo es nuevo.
La solución que ofrece Boecio de Dacia es delimitar y separar los distintos ámbitos de conocimiento, insistiendo que las proposiciones de fe se creen sin más, pues en ellas está la Verdad. En segundo lugar, argumenta que desde ninguna de las principales esferas de conocimiento se puede demostrar que el mundo sea nuevo. El filósofo natural, que atiende a las causas naturales, no puede demostrar la existencia de un primer movimiento; el matemático tampoco puede mostrar esto, ya por medio de la geometría, ya por medio de la astronomía. Es más, tanto si el mundo fuera eterno como si hubiera sido creado, los principios de la matemática no variarían, pues seguirían siendo consistentes; el metafísico se enfrenta al problema de la imposibilidad de conocer la voluntad divina, pues ésta es la causa eficiente del mundo.

El texto filosófico trata de demostrar los puntos de acercamiento entre la filosofía y la fe a propósito de la eternidad del mundo. Como buen gramático y retórico, Boecio de Dacia apuesta por la dialéctica para establecer una discusión acerca de las hipótesis que, tanto teólogos como filósofos, utilizan en la defensa de sus postulados. La propuesta metodológica averroísta la pone de manifiesto Boecio, donde dice:
«Si objetas, la verdad de la fe cristiana, y también la verdad sin más, es que el mundo es nuevo y no eterno, y que la creación es posible, y que hubo un primer hombre (…). Así, por más que el filósofo natural no pueda causar ni saber estas verdades, porque los principios de su ciencia no alcanzan a tan ardua y oculta obra de la sabiduría divina, no obstante no debe negarlas».
En su obra se encuentra como sigue:
«No hay ninguna cuestión que pueda ser discutible racionalmente que el filósofo no deba discutir y determinar en qué modo se encuentra en ella la verdad, por cuanto pueda comprender mediante la razón humana. Y la prueba de esto es que todas las razones por las que se discute se toman de las cosas. De otro modo, serian una ficción del intelecto».
La reivindicación principal es, por lo tanto, la de poder hacer ciencia atendiendo a causas estrictamente empíricas.

### De Somniis

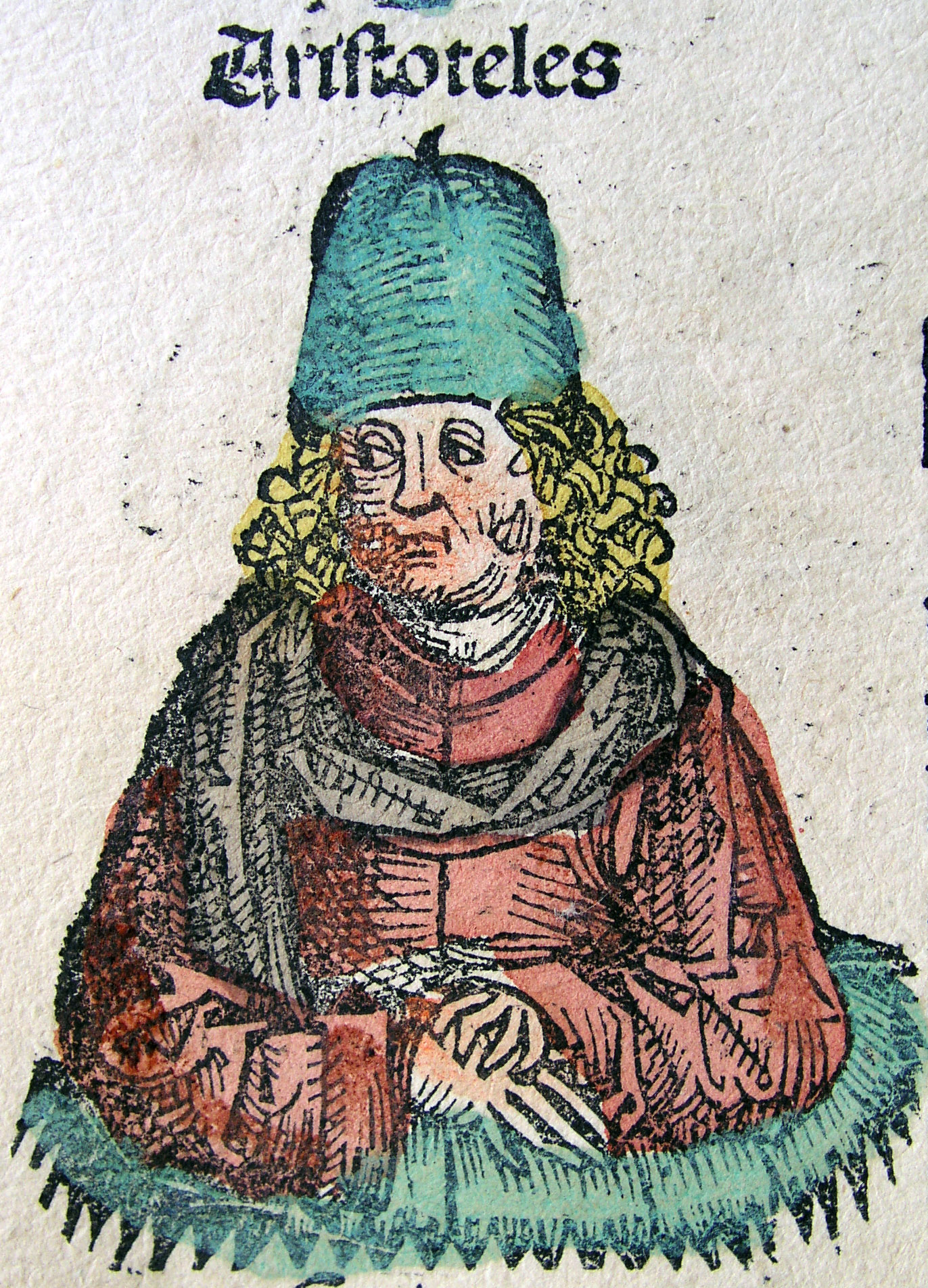
Ilustración de Aristóteles en la Crónica de Nuremberg.

Un breve tratado que sigue parcialmente el esquema de quaestio, donde Boecio se mueve fuera de la idea de Aristóteles "De somno et vigilia" de los sueños fisiológicos para afirmar un nuevo tipo de fenómenos oníricos vinculados a las constelaciones, que, según el autor, no son de inspiración divina, mientras que ellos han de ser consideradas como eventos naturales.

### De summo bono sive de vita philosophi
Interpretación de la Ética aristotélica al cristianismo que concibe la filosofía como algo previo y primordial cuando se trata de considerar la fe: solo desde el conocimiento de todo cuanto existe en el mundo llegaremos al Primer Principio de manera racional, recta y rigurosa.
Boecio sostiene en su opúsculo varias cosas difícilmente compatibles con el cristianismo de la Ética Nicomaquea y de la Metafísica, tal como el mismo Boecio se encarga de recordar. En primer lugar la escandalosa idea de que la felicidad perfecta es asequible ya en este mundo. En segundo lugar, que esa felicidad es exclusivamente un asunto intelectual, más concretamente, ella consiste en el ejercicio de la filosofía o, para ser más exactos, de la vita philosophica. En tercer lugar, que el intelecto mismo es divino. Y en cuarto término, a tal punto se enardece Boecio en la defensa sindical de su métier que llega incluso a tratar de prácticamente degenerados a quienes no encuentran en los goces filosóficos el rumbo de sus existencias:

“De donde todas las acciones del hombre que no se dirijan a este sumo bien del hombre, cosa que ya se dijo, ya le sean opuestas ya indiferentes, son pecado en el hombre según un más y un menos, como es evidente por sí; y la causa de todas estas acciones es la desordenada concupiscencia que es también la causa de todo mal en las costumbres” (parág. 13)
Boecio de Dacia

### Otras obras
También se conservan un comentario de los Meteorológicos y otro de Sobre la generación y corrupción de Aristóteles, además de un sophismata (discusión dialéctica) sobre el tema "todo hombre es necesariamente animal", donde en apenas quince páginas Boecio de Dacia deja entrever toda la profundidad del averroísmo latino. Para Roger Bacon, Boecio de Dacia y otros un enunciado es verdadero solamente, si se refiere a individuos con existencia actual. Para R. Bacon, tampoco hay verdades analíticas, como homo est homo ( el hombre es hombre), que sería falsa, si no hubiera individuos humanos con existencia actual.